# Sint-Martinuskerk (Harlue)

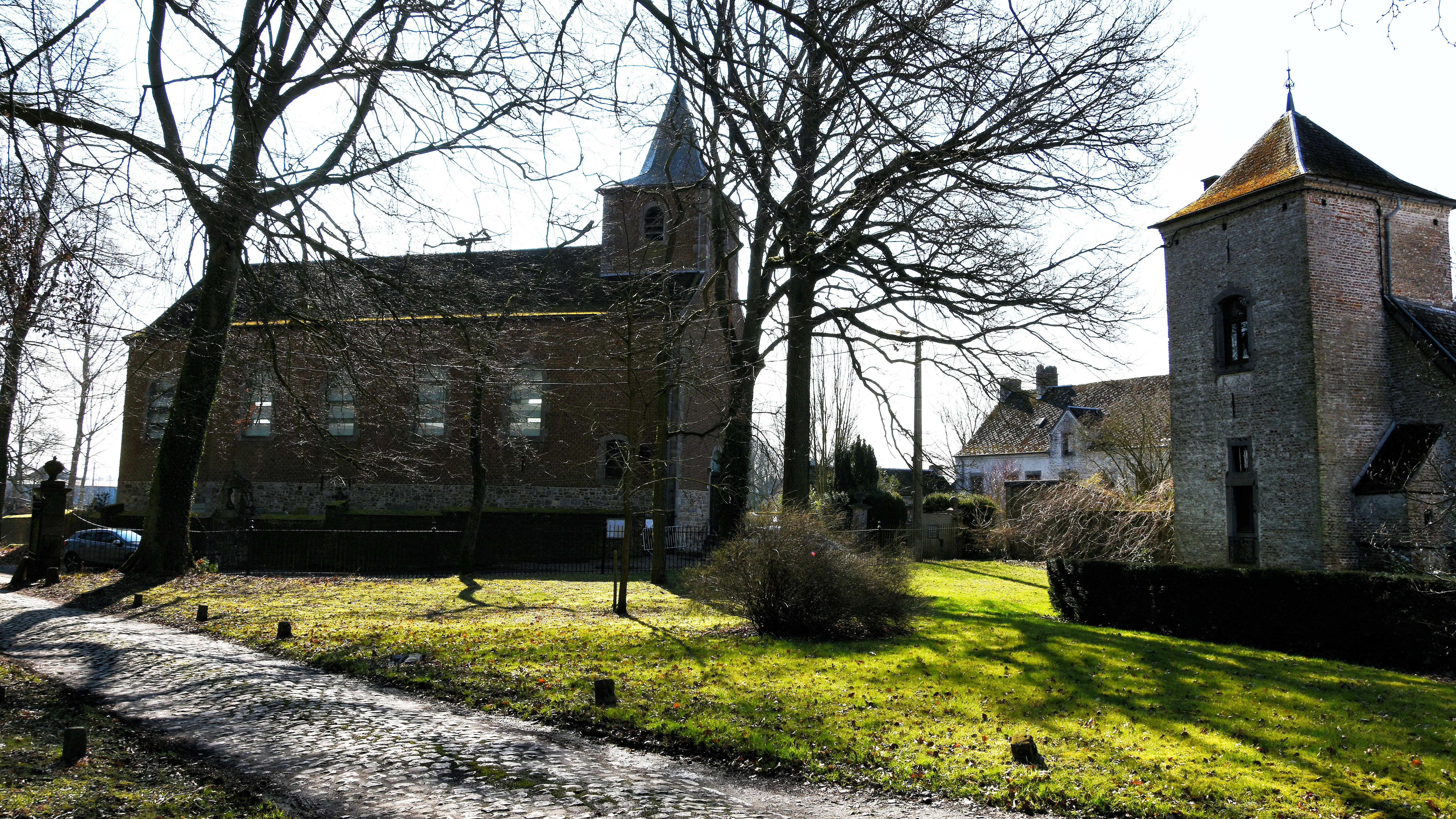
De Sint-Martinuskerk, presbyterium en hoektoren van het kasteel

De Sint-Martinuskerk in het Belgische gehucht Harlue (in Bolinne, deelgemeente van Éghezée) is een kerkgebouw toegewijd aan Martinus van Tours. De kerk maakt deel uit van een site, samen met het kasteel van Harlue en boerderij uit de 17e eeuw en het 18e-eeuws presbyterium. De gebouwen zijn qua architectuur typisch voor het ancien régime. De kerk is een beschermd monument.

## Historiek
De oudste kerk die hier werd gebouwd werd in de 15e eeuw opgetrokken. De huidige kerk uit de 18e eeuw is de derde hier en bevat onder meer zes opvallende grafstenen waarvan de oudste gotisch is en 15e-eeuws. De pastoor Noël Joseph Pétry zorgde voor de heropbouw in 1775. Het gebouw oogt klassiek zoals vele andere kerken in Haspengouw. De kerk onderging enkele restauraties en aanpassingen waaronder recent de vervanging van de glasramen door hedendaagse die de kerk doen baden in het licht. De sacristie werd in 1912 toegevoegd.
De centrale tombe van Herman Frederik van Gulpen, heer van Stockem en Anna van Heyenhoven, vrouwe van Harlue (zie foto), vertoont 64 wapens van hun ascendenten. De oudste grafsteen in de kerk (16e eeuw) is die van de overgrootouders van Anna van Heyenhoven: Jan van Heyenhoven (†1578) en zijn vrouw Anna van Warisoulx (†1596).
In 2005 ontdekte men de naam van de schilder van het doek Het Laatste Avondmaal dat het altaar versiert. Het is een werk van de Luikenaar Englebert Fisen, gedateerd 1716.

## Galerij

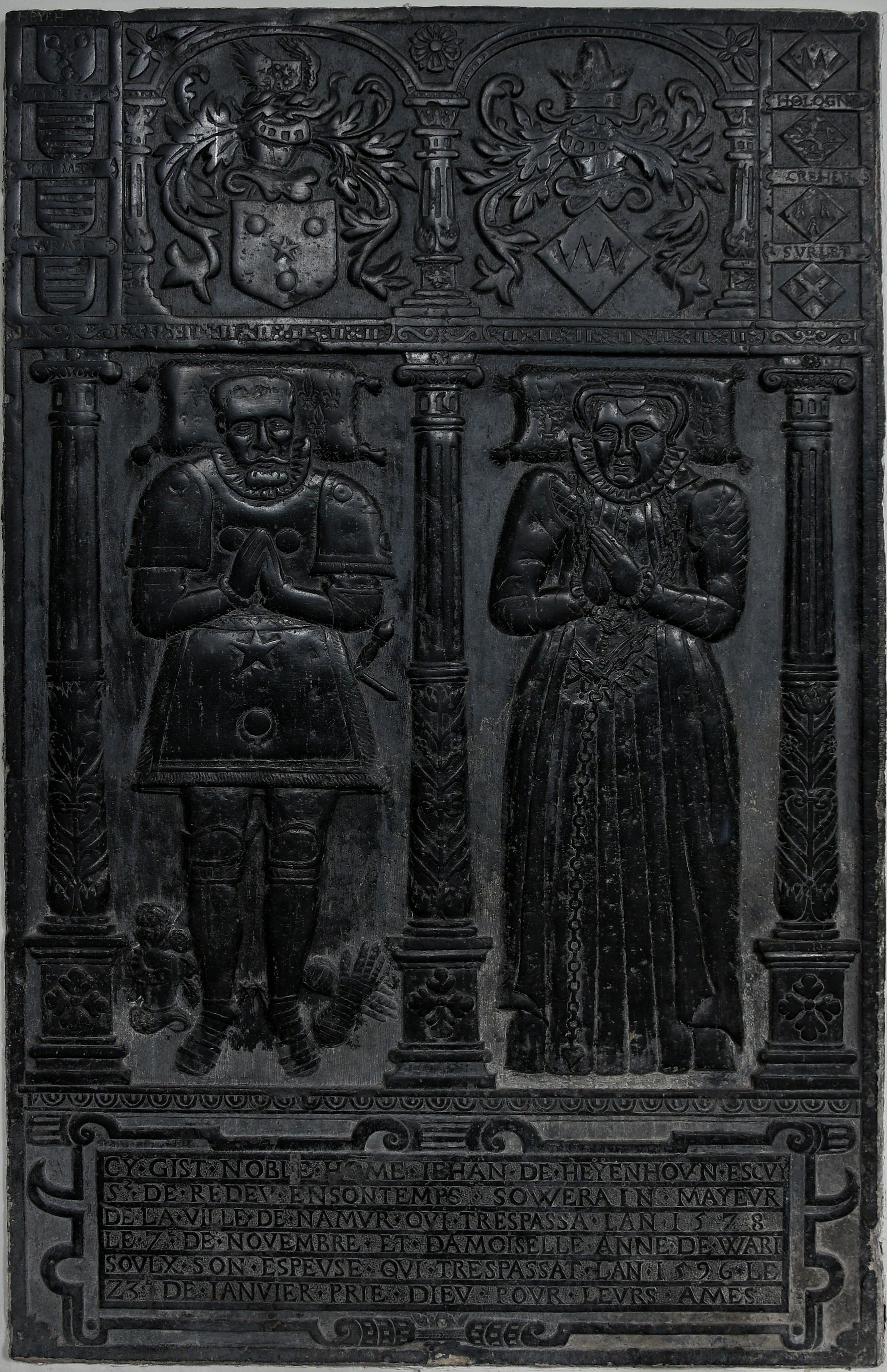
Oudste (16e eeuw) grafsteen in de kerk
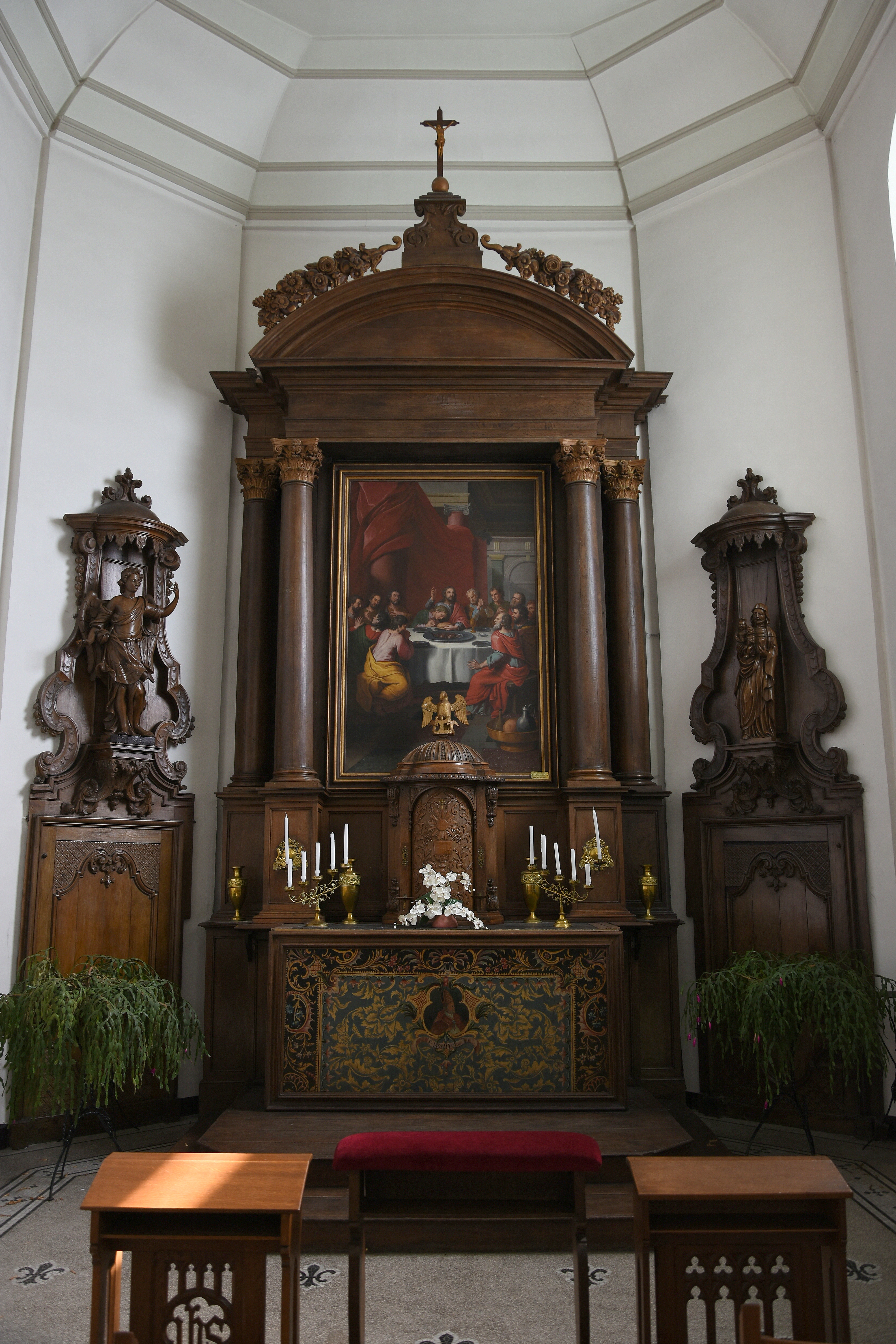
Het altaar met het doek van Englebert Frisen
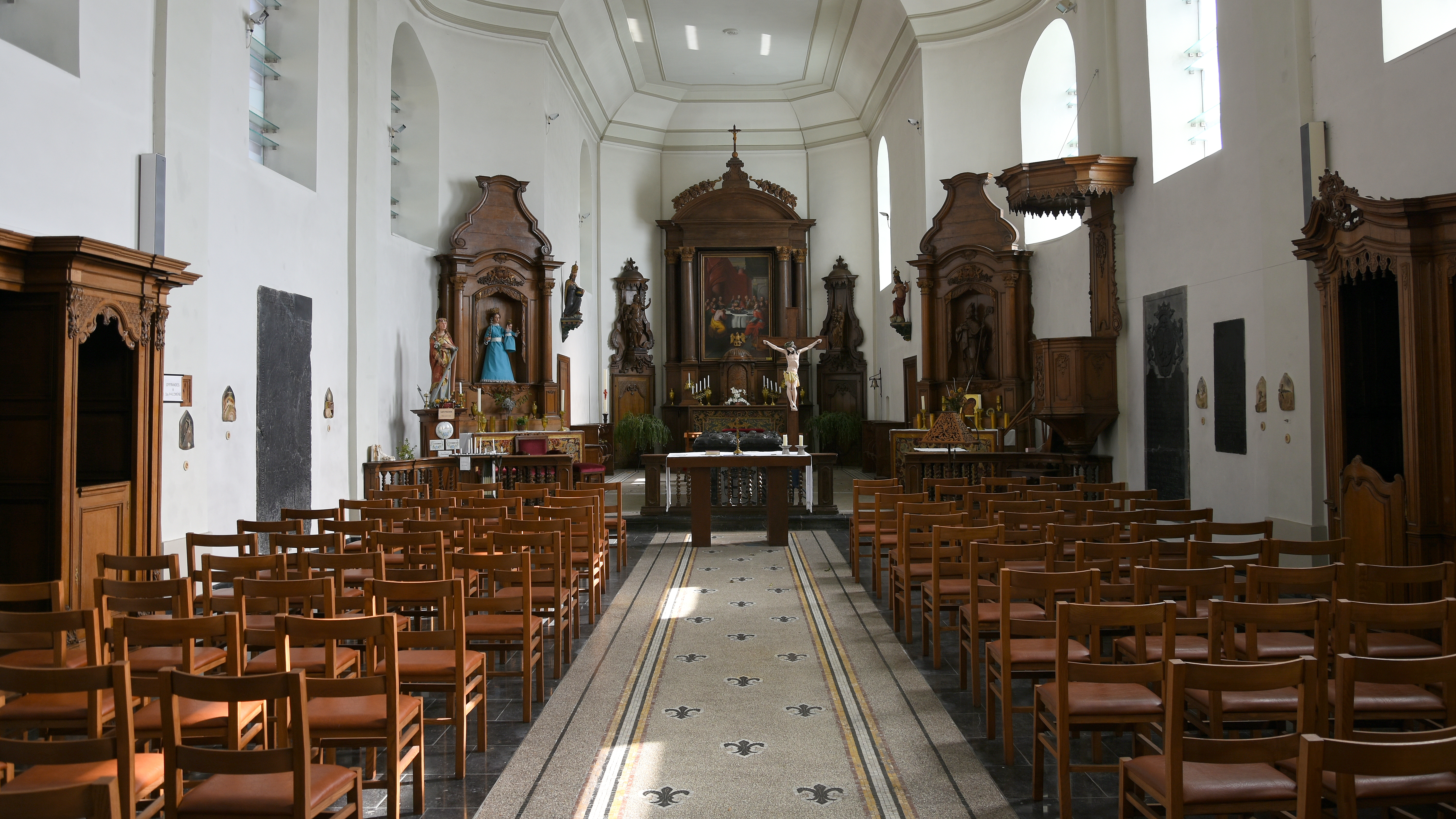
Schip en koor
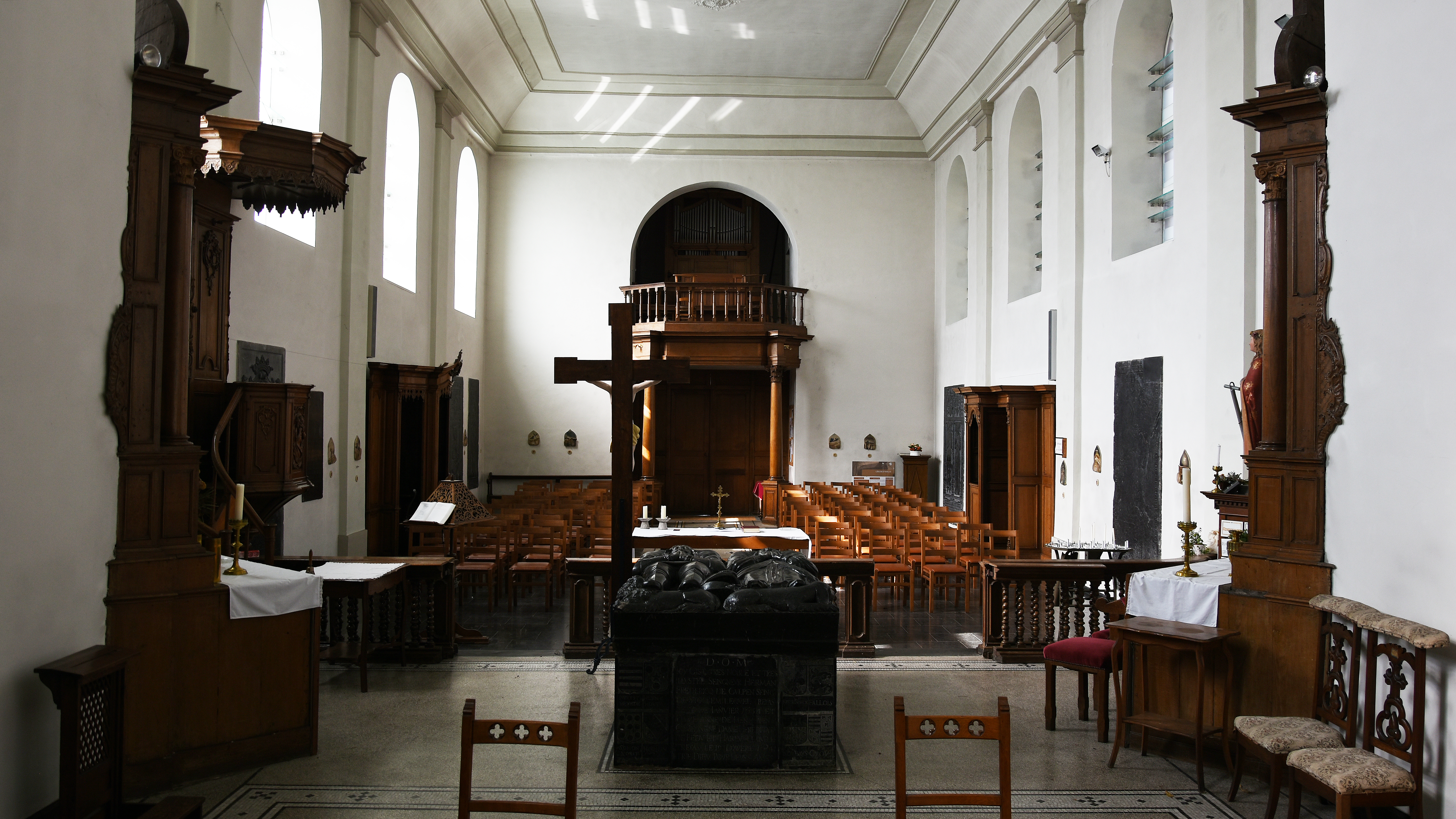
Schip en oksaal met kerkorgel
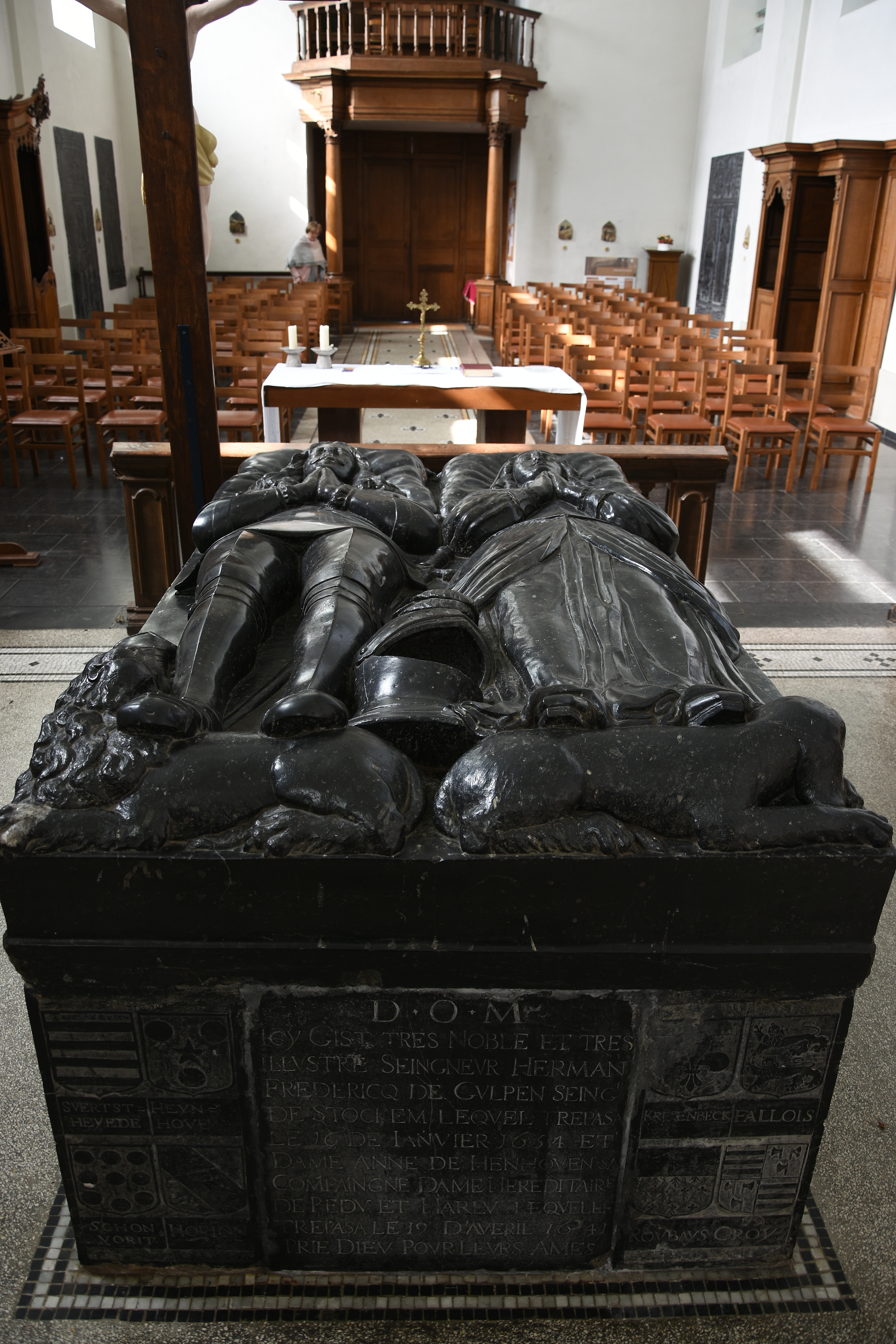
17e-eeuwse grafsteen van Herman Frederik van Gulpen en Anna van Heyenhoven, vrouwe van Harlue

## Bron
- (fr)  Webpagina over de Sint-Martinuskerk (Harlue)
- (fr)  Inventaire du patrimoine culturel immobilier (onroerend erfgoed)